# Psammoecus major
Psammoecus major es una especie de coleóptero de la familia Silvanidae.

## Distribución geográfica
Habita en Java.